# Balinskycercella
Balinskycercella — рід веснянок родини Notonemouridae з Південної Африки, названий на честь українського і південноафриканського ентомолога й ембріолога Бориса Балінського. Прісноводні комахи, ендеміки гірських районів Південної Африки та Лесото.

## Опис
Загальне забарвлення дорослої комахи темнобрунатне. Черевце світліше, окрім більш темних 9-го і 10-го кінцевих сегментів. Голова темна, лобна частина та основний членик антен більш руді. Фасеткові очі фіолетово-коричневі, прості вічка кремового кольору. Передньогруди ширші за власну довжину. Стегна світло-коричневі, із затемненням до вершини.
Крила димчасто-брунатні, жилки затемнені, також темніші біля основи та костального краю. Радіально-медіальну комірку перетинає незабарвлена смуга. Міжкубітальних жилок від 7 до 13.
Геніталії самиць украй подібні до таких у близького роду Aphanicercella, тоді як статевий апарат самців має тонкі особливості, розрізнення яких доступне лише спеціалістам.

## Спосіб життя і поширення
Суходільні прісноводні види. Личинки живляться опалим листям або зішкрібають водорості з твердого субстрату.  Личинка відома лише для виду B. tugelae, інші два види зустрічаються вкрай рідко, малодосліджені.
Личинка B. tugelae майже вся вкрита довгими щетинками. Від середнього розміру до великих, довжина тіла самця досягає 6,4 мм. Голова матова, червоно-брунатна, з трьома вічками, фасеткові очі чорні, ширина голови близько 1 мм. Передньогруди також червоно-брунатні, матові, зі світлою смугою посередині, з рядом товстих щетинок по краю. Середньо- та задньогруди світло-бурі, з довгими щетинками на передньому та задньому краю. Ноги світло-жовто-брунатні, з довгими щетинками по боках. Черевце червоно-брунатне. Відрізняється від личинок близьких родів повними поясками щетинок навколо кожного черевного сегменту.
Ендеміки Драконових гір, гір Малоті у провінції Квазулу-Наталь у Південно-Африканській республіці та Лесото.

## Таксономія і різноманіття
Типовий вид — Balinskycercella (Aphanicercella) gudu описаний Борисом Балінським у 1956 році з провінції Наталь у ПАР. Рід встановлений Дунканом Стівенсом і Пікером у 1995 році. Автори назвали рід на честь Бориса Балинського за його внесок у дослідження південно-африканських веснянок. Другу половину назви cercella взято аналогічно до найближчого роду Aphanicercella.
До роду належать 3 види:
- Balinskycercella gudu Balinsky, 1956
- Balinskycercella tugelae Balinsky, 1956
- Balinskycercella fontium Balinsky, 1956